# Klasno

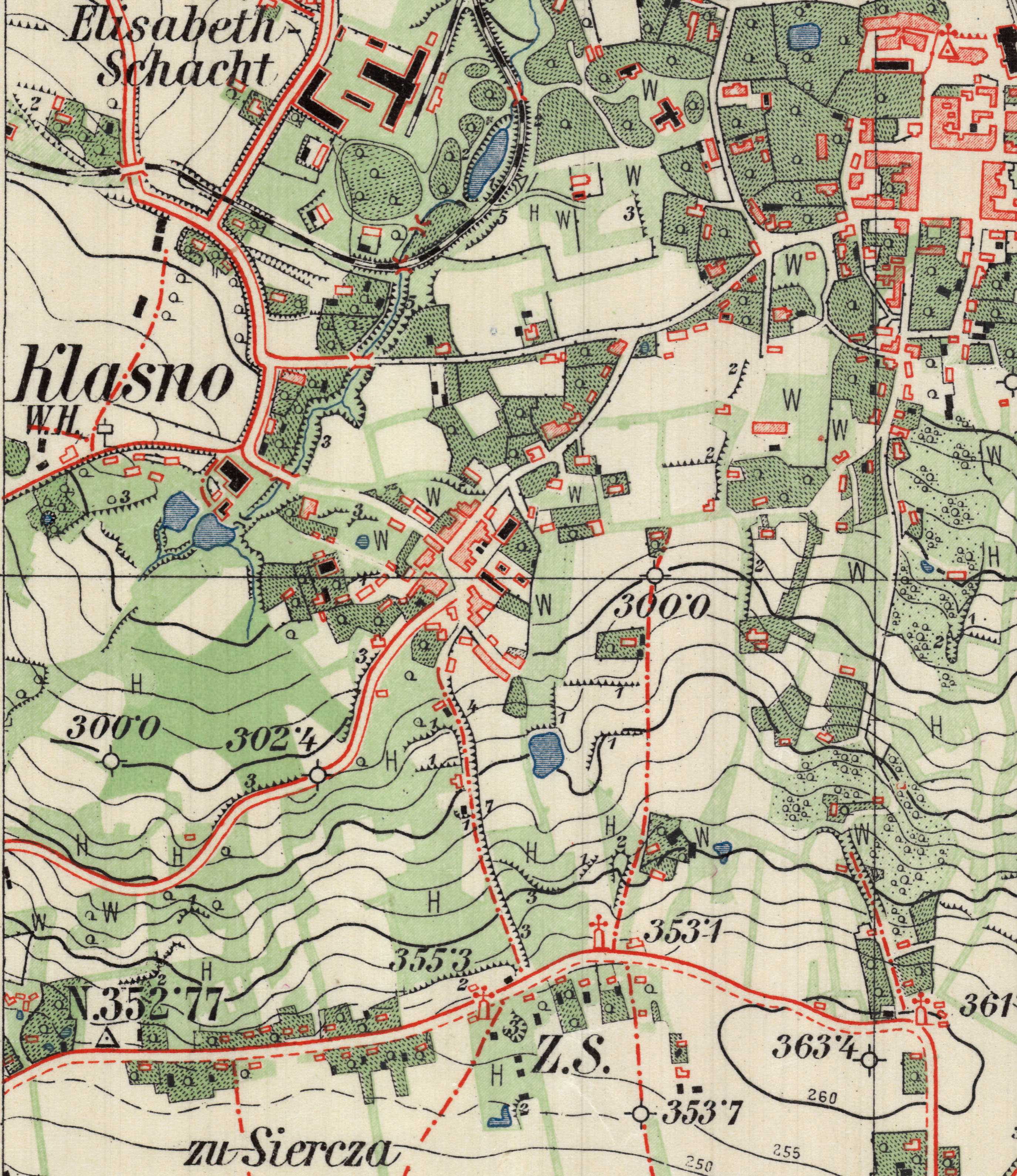
Klasno na austriackiej mapie (1900)

Klasno – część miasta Wieliczka, dawna osada Żydów w północnej Sierczy, która nabrała charakteru miejskiego pod koniec XVIII wieku stając się południowo-zachodnim przedmieściem Wieliczki, a w 1934 została włączona w granice tego miasta.
Klasno jako osada izraelicka powstała po wydaniu przez króla Zygmunta Augusta w 1525 roku zakazu osiedlania się Żydów w Wieliczce. Zakaz ten potwierdzano kilkukrotnie w kolejnych dziesięcioleciach i utrzymywano go do roku 1867. Zakaz wiązał się z chęcią wyeliminowania lub ograniczenia udziału Żydów w handlu solą z wielickiej żupy, ale i np. w wyszynku gorzałki.
Dynamiczny rozwój Klasna nastąpił po I rozbiorze Polski, dzięki wsparciu Ignacego Przychockiego, właściciela Sierczy. Klasno doczekało się wówczas zwartej zabudowy i stało się lokalnym ośrodkiem życia społeczności żydowskiej liczącej pod koniec XVIII wieku ok. 200–300 osób, w drugiej połowie XIX wieku około 600 osób. Utrzymywała tu ona dwie świątynie (zob. Stara Synagoga w Wieliczce, żydowska modlitewnia w Wieliczce (ul. Wiejska)), najprawdopodobniej wraz z chederem, mykwę oraz przytułek, a żydowscy mieszkańcy prowadzili m.in. młyn, browar, gorzelnię, garbarnię i piekarnię.  

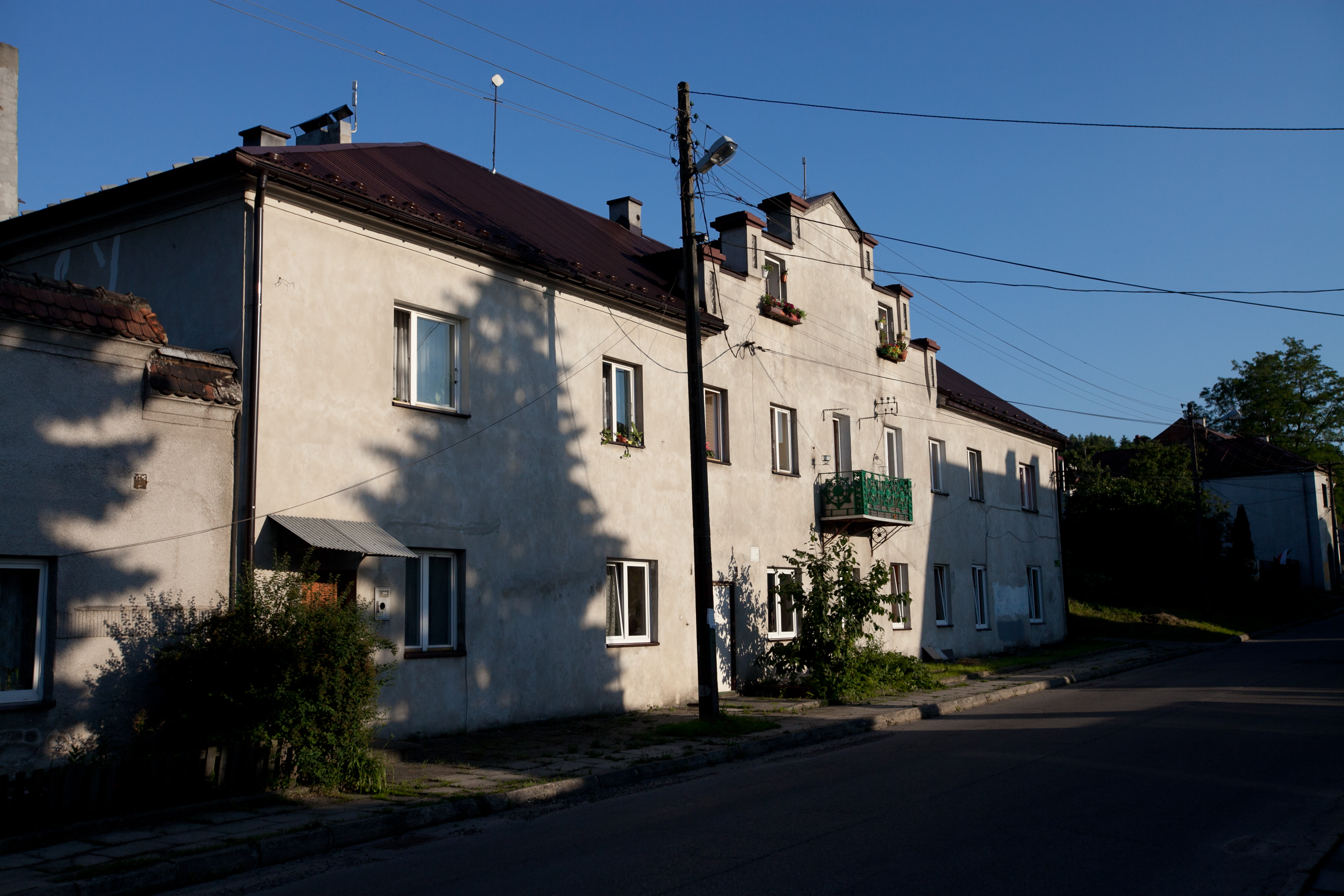
Wieliczka, Klasno, ul. Klaśnieńska

W roku 1878 zabudowę Klasna strawił pożar, co w połączeniu ze zniesieniem zakazu osiedlania się Żydów w Wieliczce, na mocy konstytucji Austro-Węgier z 1867 r., doprowadziło do przeniesienia się znacznej części ludności żydowskiej do centrum Wieliczki, o czym świadczy choćby budynek dawnej synagogi przy ul. Seraf. 1 stycznia 1934 r. Klasno zostało włączone w granice administracyjne Wieliczki.
W latach 1939–1942 na terenie Klasna i w okolicach wielickiego Rynku niemieccy okupanci skoncentrowali ludność żydowską z okolicznych miejscowości, w tym Krakowa, Podgórza, Dobczyc, Gdowa itd. W szczytowym momencie przebywało tu od 7000 do 11 000 Żydów. Choć istniał taki plan, getta rozumianego jako zamknięta dzielnica mieszkaniowa dla Żydów w Wieliczce jednak nie utworzono, ponieważ w sierpniu 1942 r. większość zgromadzonych tu Żydów wywieziono do obozów w Bełżcu, Stalowej Woli i Płaszowie. Część rozstrzelano na terenie cmentarza żydowskiego w Wieliczce (Grabówkach) i w Puszczy Niepołomickiej.
Obecnie Klasno pozostaje mało reprezentacyjną dzielnicą Wieliczki, gdzie ślady obecnej tu przez wieki społeczności żydowskiej pozostają niemal całkowicie nieupamiętnione.

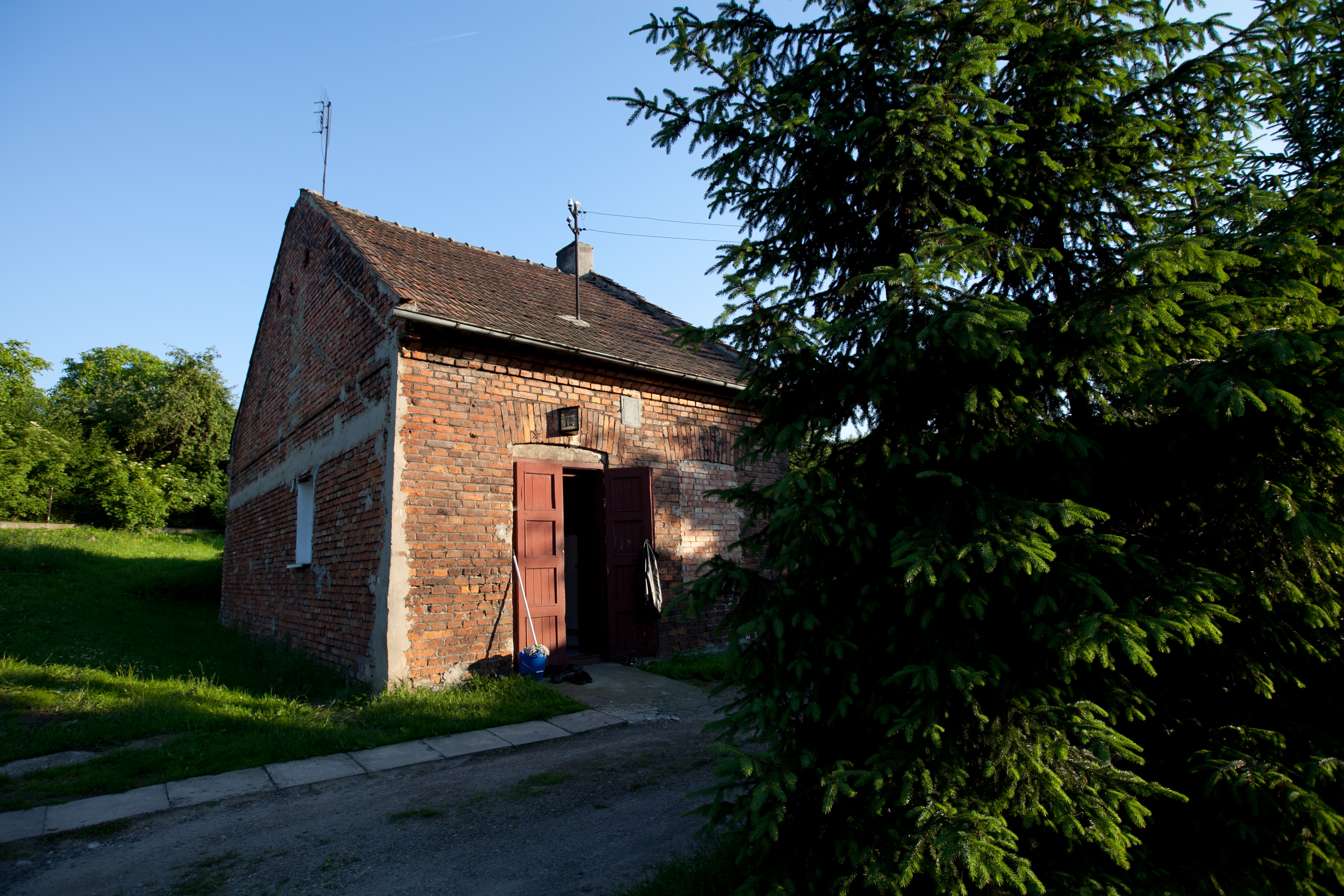
Klasno, ul. Wiejska